# Jiggel
Jiggel ist ein Ortsteil des Fleckens Bergen an der Dumme im Landkreis Lüchow-Dannenberg in Niedersachsen. Das Rundlingsdorf liegt sowohl zwei Kilometer nördlich vom Kernort Bergen an der Dumme als auch von der östlich verlaufenden Grenze zu Sachsen-Anhalt.

## Geschichte
Am 1. Juli 1972 wurde Jiggel in die Gemeinde Bergen an der Dumme eingegliedert.